# Campionatul Mondial de Fotbal 2010
Campionatul Mondial de Fotbal 2010 a fost cea de-a 19-a ediție a Campionatului Mondial de Fotbal FIFA, cea mai importantă competiție internațională de fotbal între țări, care a avut loc între 11 iunie și 11 iulie 2010 în Africa de Sud. Competiția a fost câștigată de Spania, campioana Europei și a doua clasată în ierarhia mondială FIFA. În finală, ibericii au învins Țările de Jos cu 1-0 după prelungiri, prin golul marcat de Andrés Iniesta. A fost primul titlul mondial cucerit de Spania, în timp ce Țările de Jos a pierdut pentru a treia oară o finală, după cele cedate în 1974 și 1978.
Reprezentativa țării gazdă, Africa de Sud, alături de campioana mondială Italia și vicecampioana ediției trecute, Franța, au fost eliminate din faza grupelor. Alte favorite la trofeu, Argentina, Brazilia sau Germania au părăsit turneul în faza eliminatorie.
Procesul de depunere a candidaturii pentru a deveni gazdă a turneului a fost deschis numai națiunilor africane; în 2004, federația internațională de fotbal, FIFA, a selectat Africa de Sud în defavoarea Egiptului și Marocului, pentru a deveni prima națiune africană, care găzduiește turneul final. Meciurile s-au jucat pe zece stadioane în nouă orașe gazdă din țară, cu finala care s-a jucat pe stadionul Soccer City în Johannesburg.
Treizeci și două de echipe au fost selectate pentru a participa printr-un turneu de calificare, care a început în august 2007. În faza grupelor cele 32 de participante au fost împărțite în opt grupe de câte patru, fiecare jucând un singur meci cu celelalte trei echipe din aceeași serie. Primele două echipe din grupă au trecut mai departe. Aceste șaisprezece echipe au avansat în faza eliminatorie, unde trei runde eliminatorii au decis finala.
Turneul final din 2010 a adus o premieră, o națiune europeană câștigând pentru prima dată trofeul în afara continentului. De asemenea, a fost prima oară când două echipe europene diferite au devenit campioane mondiale în succesiune (după succesul Italiei din 2006). Cu un grup de participanți care cuprindea 204 dintre cele 208 echipe naționale membre FIFA la acel moment, Campionatul Mondial, se află la egalitate cu Jocurile Olimpice de vară din 2008 la numărul de națiuni ce au participat la o competiție sportivă.
FIFA, organizatorul Cupei Mondiale din Africa de Sud a încasat 3,2 miliarde dolari (2,5 miliarde euro) din vânzarea drepturilor TV a jocurilor Spaniei și a celorlalte echipe, precum și din activități de marketing.

## Gazda
Continentul african a fost ales ca gazdă, pentru a organiza Cupa Mondială din 2010, ca parte a unei noi politici pentru a roti găzduirea turneului final între confederații (Această politică a fost abandonată, mai târziu, în octombrie 2007). Cinci națiuni africane doreau să găzduiască Turneul Final 2010:
- Egipt
- Libia /  Tunisia (co-organizare)
- Maroc
- Africa de Sud

După ce Comitetul Executiv FIFA a decis să nu permită găzduirea turneului de două țări simultan, candidatura comună Libia-Tunisia a fost retrasă, astfel că au rămas doar trei țări în cursă.
Câștigătoarea a fost desemnată în urma voturilor membrilor Comitetului Executiv FIFA și anunțată de președintele FIFA, Sepp Blatter, la o conferință de presă organizată la data de 15 mai 2004, la Zürich.
| Rezultatul votului | Rezultatul votului |
| Țara               | Voturi             |
| ------------------ | ------------------ |
| Africa de Sud      | 14                 |
| Maroc              | 10                 |
| Egipt              | 0                  |

## Reprezentative calificate
Ca țară gazdă, Africa de Sud a fost calificată din oficiu pentru turneul final. Celelalte 31 de locuri au fost repartizate astfel:
- Europa (UEFA) - 13 locuri
- Africa (CAF) - 5 locuri (+ Africa de Sud, calificată automat, astfel continentul african având șase reprezentante)
- America de Sud (CONMEBOL) - 4 sau 5 locuri
- Asia (AFC) - 4 sau 5 locuri
- America de Nord, Centrală și Zona Caraibelor (CONCACAF) - 3 sau 4 locuri
- Oceania (OFC) - 0 sau 1 loc

La finalul preliminariilor pentru fiecare zonă a globului, au fost programate două meciuri de baraj:
- A patra clasată din America de Nord, Centrală și Zona Caraibelor - A cincea clasată din America de Sud
- A cincea echipă din Asia - Câștigătoarea din Oceania.

### Lista selecționatelor calificate
Următoarele 32 de echipe s-au calificat pentru turneul final din Africa de Sud:
| AFC (4) - Australia - Japonia - Coreea de Nord - Coreea de Sud CAF (6) - Algeria - Camerun - Coasta de Fildeș - Ghana - Nigeria - Africa de Sud (gazda) | CONCACAF (3) - Honduras - Mexic - Statele Unite ale Americii CONMEBOL (5) - Argentina - Brazilia - Chile - Paraguay - Uruguay OFC (1) - Noua Zeelandă | UEFA (13) - Danemarca - Anglia - Franța - Germania - Grecia - Italia - Țările de Jos - Portugalia - Serbia - Slovacia - Slovenia - Spania - Elveția |  |

Selecționate calificate
Selecționate eliminate
Selecționate ce nu au participat

Această ediție a Campionatului Mondial a fost prima la care nu a debutat nicio selecționată națională, deși două naționale participante (Slovacia și Serbia) au mai participat anterior numai ca părți ale altor națiuni. Slovacia a fost parte a Cehoslovaciei, iar Serbia a participat la Campionatul Mondial ca parte a Iugoslaviei și Serbiei și Muntenegrului. În ambele cazuri FIFA consideră ambele selecționate succesoarele directe ale echipelor anterioare.

## Pregătiri
Cinci stadioane noi au fost construite pentru turneu, iar altele cinci existente au fost îmbunătățite. Costurile de construcție au fost estimate la 8,4 miliarde de R (puțin peste 1 miliard de dolari).
Africa de Sud și-a îmbunătățit infrastructura transportului public în orașele-gazdă, inclusiv Gautrainul Johannesburg-ului și alte sisteme de metrou, precum și marile rețele de drumuri au fost îmbunătățite. În Martie 2009, Danny Jordaan, președintele comitetului de oraganizare a Campionatului Mondial de Fotbal 2010, a raportat că toate stadioanele se încadrează în program și că vor fi terminate în șase luni.
Țara a implementat noi măsuri pentru a asigura siguranța și securitatea spectatorilor, în conformitate cu cerințele FIFA, inclusiv o restricție temporară a operațiunilor de zbor în spațiul aerian din jurul stadioanelor.
La o ceremonie pentru a marca 100 de zile înainte de eveniment, președintele FIFA, Sepp Blatter a lăudat gradul de pregătire al țării pentru acest eveniment.
Greva din construcții
La data de 8 iulie 2009, 70.000 de muncitori în construcții, care lucrau la stadioanele noi au plecat de la locurile de muncă. Majoritatea muncitorilor au primit 2500 R (cam £192, €224 sau US$313), dar sindicatele au susținut că unii muncitori au fost extrem de prost plătiți. Un purtător de cuvânt al Uniunii Naționale a Minerilor a declarat pentru SABC că greva „nu muncesc nu plătesc” va continua până ce FIFA îi va sancționa pe organizatori. Alte sindicate au declarat că greva va continua până în 2011. Au fost rezolvate unele dintre cereri, iar muncitorii s-au întors înapoi la muncă în mai puțin de o săptămână. Nu au mai avut loc greve și toate stadioanele au fost terminate la timp pentru lovitura de start.

## Premii în bani
FIFA va oferi acestei ediții a Campionatului Mondial 420 de milioane de dolari, o creștere cu 60% față de ediția precedentă. Înainte de turneu, fiecare echipă va primi 1 milion de dolari, pentru costurile de pregătire. Dacă s-au calificat la turneu și trec de faza grupelor vor primi 8 milioane de dolari. Ulterior, premiile vor fi distribuite astfel:
- 8 milioane de dolari – - Pentru fiecare echipă, care trece de faza grupelor Faza grupelor (16 echipe)
- 9 milioane de dolari - Pentru orice echipă, care trece de  Optimi (8 echipe)
- 14 milioane de dolari - Pentru orice echipă, care trece de  Sferturi (4 echipe)
- 18 milioane de dolari - Echipa de pe locul patru
- 20 milioane de dolari - Echipa de pe locul trei
- 24 milioane de dolari - Echipa de pe locul doi
- 30 milioane de dolari - Campioana

Pentru prima oară la un Campionat Mondial, FIFA va face plăți cluburilor pentru jucătorii care participă la turneu pentru a-și reprezenta țara. Suma totală plătită către jucători va fi de 26 de milioane de dolari, puțin peste 1000 de dolari pe jucător pe zi.
Acesta a fost rezultatul unei înțelegeri la care s-a ajuns în 2008 între FIFA și cluburile europene pentru a dizolva grupul G-14 și pentru a renunța la cererile de compensație care datează din 2005 pentru accidentările care au avut loc în timp ce jucătorii se aflau la echipa națională, cum ar fi clubul belgian Charleroi S.C. pentru accidentarea marocanului Abdelmajid Oulmers într-un meci amical în 2004 și de la clubul englez Newcastle United pentru accidentarea lui Michael Owen la Campionatul Mondial de Fotbal 2006.

## Stadioane
În 2005, organizatorii au dat publicității o listă provizorie cu cele 13 stadioane care ar putea fi folosite pentru Campionatul Mondial : Bloemfontein, Cape Town, Durban, Johannesburg (2 stadioane), Kimberley, Nelspruit, Orkney, Polokwane, Port Elizabeth, Pretoria (2 stadioane), and Rustenburg. Această listă a fost redusă la numai zece stadioane , ce au fost anunțate oficial de FIFA la data de 17 martie 2006:
| Johannesburg                                           | Cape Town | Durban | Johannesburg                                           |
| ------------------------------------------------------ | --- | --- | ------------------------------------------------------ |
| Soccer City                                            | Stadionul Cape Town | Stadionul Moses Mabhida | Stadionul Ellis Park                                   |
| 26°14′5.27″S 27°58′56.47″E / 26.2347972°S 27.9823528°E | 33°54′12.46″S 18°24′40.15″E / 33.9034611°S 18.4111528°E                                                                                          | 29°49′46″S 31°01′49″E / 29.82944°S 31.03028°E | 26°11′51.07″S 28°3′38.76″E / 26.1975194°S 28.0607667°E |
| Capacitate: 84.490                                     | Capacitate: 64.100 | Capacitate: 62.760 | Capacitate: 55.686                                     |
|                                                        | | |                                                        |
| Pretoria                                               | JohannesburgDurbanCape Town Pretoria · Port ElizabethBloemfonteinPolokwaneRustenburg NelspruitCampionatul Mondial de Fotbal 2010 (Africa de Sud) | JohannesburgDurbanCape Town Pretoria · Port ElizabethBloemfonteinPolokwaneRustenburg NelspruitCampionatul Mondial de Fotbal 2010 (Africa de Sud) | Port Elizabeth                                         |
| Stadionul Loftus Versfeld                              | JohannesburgDurbanCape Town Pretoria · Port ElizabethBloemfonteinPolokwaneRustenburg NelspruitCampionatul Mondial de Fotbal 2010 (Africa de Sud) | JohannesburgDurbanCape Town Pretoria · Port ElizabethBloemfonteinPolokwaneRustenburg NelspruitCampionatul Mondial de Fotbal 2010 (Africa de Sud) | Stadionul Nelson Mandela Bay                           |
| 25°45′12″S 28°13′22″E / 25.75333°S 28.22278°E          | JohannesburgDurbanCape Town Pretoria · Port ElizabethBloemfonteinPolokwaneRustenburg NelspruitCampionatul Mondial de Fotbal 2010 (Africa de Sud) | JohannesburgDurbanCape Town Pretoria · Port ElizabethBloemfonteinPolokwaneRustenburg NelspruitCampionatul Mondial de Fotbal 2010 (Africa de Sud) | 33°56′16″S 25°35′56″E / 33.93778°S 25.59889°E          |
| Capacitate: 42.858                                     | JohannesburgDurbanCape Town Pretoria · Port ElizabethBloemfonteinPolokwaneRustenburg NelspruitCampionatul Mondial de Fotbal 2010 (Africa de Sud) | JohannesburgDurbanCape Town Pretoria · Port ElizabethBloemfonteinPolokwaneRustenburg NelspruitCampionatul Mondial de Fotbal 2010 (Africa de Sud) | Capacitate: 42.486                                     |
|                                                        | JohannesburgDurbanCape Town Pretoria · Port ElizabethBloemfonteinPolokwaneRustenburg NelspruitCampionatul Mondial de Fotbal 2010 (Africa de Sud) | JohannesburgDurbanCape Town Pretoria · Port ElizabethBloemfonteinPolokwaneRustenburg NelspruitCampionatul Mondial de Fotbal 2010 (Africa de Sud) |                                                        |
| Polokwane                                              | Nelspruit | Bloemfontein | Rustenburg                                             |
| 23°55′29″S 29°28′08″E / 23.924689°S 29.468765°E        | 25°27′42″S 30°55′47″E / 25.46172°S 30.929689°E                                                                                                   | 29°07′02.25″S 26°12′31.85″E / 29.1172917°S 26.2088472°E                                                                                          | 25°34′43″S 27°09′39″E / 25.5786°S 27.1607°E            |
| Stadionul Peter Mokaba                                 | Stadionul Mbombela | Stadionul Free State | Stadionul Royal Bafokeng                               |
| Capacitate: 41.733                                     | Capacitate: 40.929 | Capacitate: 40.911 | Capacitate: 38.646                                     |
|                                                        | | |                                                        |

- ^1Ca Soccer City
- ^2Ca Stadiounl Green Point
- ^3Ca Stadionul Durban

## Tragerea la sorți
Comitetul de Organizare FIFA a aprobat procedura tragerii la sorți a grupelor la data de 2 decembrie 2009. Lista capilor de serie a fost bazată pe Clasamentul Mondial FIFA/Coca-Cola pentru luna octombrie 2009, primele șapte echipe din ierarhie alăturându-se în prima urnă reprezentativei țării gazdă. De asemenea, comitetul a stabilit și componența celorlalte urne. În urna B se află reprezentativele din Asia, America de Nord, Centrală și Zona Caraibelor, precum și Oceania. În urna C au fost repartizate naționalele din Africa și din America de Sud iar în urna D celelalte reprezentative ale Europei în afara capilor de serie.
Țara gazdă, Africa de Sud, a fost automat poziționată în grupa A, poziția 1. Ceilalți capi de serie vor fi repartizați în grupele B-H, dar obligatoriu pe prima poziție a seriilor. La naționalele din urnele B - D, va fi trasă la sorți poziția din grupă. Va fi respectat și un criteriu geografic, astfel că două reprezentative din același continent nu pot face parte din aceeași grupă cu excepția reprezentativelor europene. Astfel, Africa de Sud nu poate întâlni o altă echipă din continentul african, iar Argentina și Brazilia, de asemenea echipe din urna capilor de serie, nu pot juca în grupe împotriva altor reprezentative sud-americane.
| Urna A (Gazda și primele șapte)                                              | Urna B (Asia, America de Nord și Oceania)                                                 | Urna C (Africa și America de Sud)                                     | Urna D (Europa)                                                     |
| ---------------------------------------------------------------------------- | ----------------------------------------------------------------------------------------- | --------------------------------------------------------------------- | ------------------------------------------------------------------- |
| Africa de Sud Brazilia Spania Țările de Jos Italia Germania Argentina Anglia | Australia Japonia Coreea de Nord Coreea de Sud Honduras Mexic Statele Unite Noua Zeelandă | Algeria Camerun Coasta de Fildeș Ghana Nigeria Chile Paraguay Uruguay | Danemarca Franța Grecia Portugalia Serbia Slovacia Slovenia Elveția |

Tragerea a avut loc în Cape Town, Africa de Sud, pe 4 decembrie 2009, la ora 19:00 la Centrul Internațional pentru Convenții Cape Town. Ceremonia a fost prezentată actrița sud-africană Charlize Theron, asistată de Secretarul General FIFA Jérôme Valcke. Grupele au fost trase la sorț de fostul căpitan al Angliei David Beckham și de personalități ale sportului african: Haile Gebreselassie, John Smit, Makhaya Ntini, Matthew Booth și Simphiwe Dludlu.
| Grupa A       | Grupa B       | Grupa C                    | Grupa D   |
| ------------- | ------------- | -------------------------- | --------- |
| Africa de Sud | Argentina     | Anglia                     | Germania  |
| Mexic         | Nigeria       | Statele Unite ale Americii | Australia |
| Uruguay       | Coreea de Sud | Algeria                    | Serbia    |
| Franța        | Grecia        | Slovenia                   | Ghana     |

| Grupa E       | Grupa F       | Grupa G          | Grupa H  |
| ------------- | ------------- | ---------------- | -------- |
| Țările de Jos | Italia        | Brazilia         | Spania   |
| Danemarca     | Paraguay      | Coreea de Nord   | Elveția  |
| Japonia       | Noua Zeelandă | Coasta de Fildeș | Honduras |
| Camerun       | Slovacia      | Portugalia       | Chile    |

## Arbitri
FIFA a selectat următorii arbitrii pentru Campionatul Mondial:
| AFC Khalil Al Ghamdi Ravshan Irmatov Subkhiddin Mohd Salleh Yuichi Nishimura CAF Mohamed Benouza Koman Coulibaly Jerome Damon Eddy Maillet CONCACAF Joel Aguilar Benito Archundia Carlos Batres Marco Antonio Rodríguez OFC Michael Hester Peter O'Leary | CONMEBOL Carlos Amarilla Héctor Baldassi Jorge Larrionda Pablo Pozo Óscar Ruiz Carlos Simon UEFA Olegário Benquerença Massimo Busacca Frank De Bleeckere Martin Hansson Viktor Kassai Stephane Lannoy Roberto Rosetti Wolfgang Stark Alberto Undiano Mallenco Howard Webb |

## Loturi
Începând cu turneul din 2006, lotul fiecărei echipe pentru Campionatul Mondial este alcătuit din 23 de fotbaliști. Fiecare națională participantă trebuie să își anunțe loturile finale până la data de 1 iunie 2010. Echipele pot înlocui jucători în cazul accidentărilor serioase, până cel târziu cu 24 de ore înainte de ora primului meci.

## Faza grupelor
În următoarele tabele:
- Pct = Număr de puncte acumulate
- Mec = Meciuri disputate
- V = Meciuri câștigate

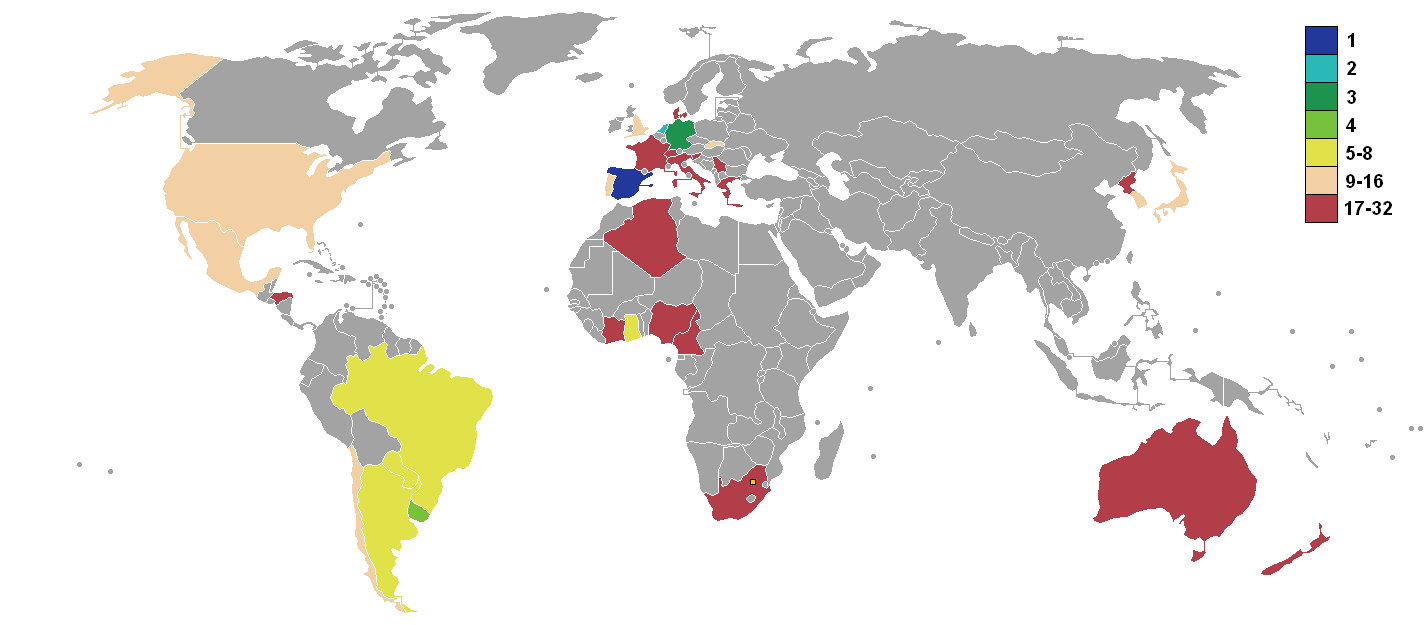
Albastru închis: Campioni Albastru deschis: Locul doi Verde: Locul trei Verde deschis: Locul patru Galben: Sfert-finalistă Piersic: optimi Roșu: Faza grupelor

- E = Meciuri terminate la egalitate
- Î = Meciuri pierdute (înfrângeri)
- GM = Goluri marcate
- GP = Goluri primite
- DG = Diferență de goluri (GM−GP)

Echipele plasate pe locurile 1 și 2 se vor califica pentru optimi.
Criterii de departajare
În fotbal există mai multe metode de a departaja echipele cu un număr egal de puncte într-o grupă. Pentru turneul final al Campionatului Mondial, FIFA folosește următorul sistem.
Clasamentul în fiecare grupă este determinat după următoarele criterii:
1. Cel mai mare număr de puncte obținute în toate cele trei meciuri din grupă;
2. Diferența de goluri realizată de fiecare echipă în toate meciurile din grupă;
3. Cel mai mare număr de goluri marcate în cele trei meciuri din grupă.

Dacă două echipe sau mai multe echipe nu pot fi departajate prin criteriile 1-3, atunci sunt introduse câteva criterii secundare, după cum urmează:
1. Cel mai mare număr de puncte obținute în meciurile din grupă între echipele aflate la egalitate;
2. Diferența de goluri rezultată din meciurile din grupă între echipele aflate la egalitate;
3. Cel mai mare număr de goluri marcate în meciurile din grupă de echipele aflate la egalitate;
4. Comitetul Organizatoric al Campionatului Mondial realizează o tragere la sorți pentru a determina echipele care promovează în faza următoare a competiției

### Grupa A
| Echipa        | M | V | E | Î | GM | GP | G  | Pct |
| ------------- | - | - | - | - | -- | -- | -- | --- |
| Uruguay       | 3 | 2 | 1 | 0 | 4  | 0  | +4 | 7   |
| Mexic         | 3 | 1 | 1 | 1 | 3  | 2  | +1 | 4   |
| Africa de Sud | 3 | 1 | 1 | 1 | 3  | 5  | −2 | 4   |
| Franța        | 3 | 0 | 1 | 2 | 1  | 4  | −3 | 1   |

### Grupa B
| Echipa        | M | V | E | Î | GM | GP | G  | Pct |
| ------------- | - | - | - | - | -- | -- | -- | --- |
| Argentina     | 3 | 3 | 0 | 0 | 7  | 1  | +6 | 9   |
| Coreea de Sud | 3 | 1 | 1 | 1 | 5  | 6  | -1 | 4   |
| Grecia        | 3 | 1 | 0 | 2 | 2  | 5  | -3 | 3   |
| Nigeria       | 3 | 0 | 1 | 2 | 3  | 5  | -2 | 1   |

### Grupa C
| Echipa                     | M | V | E | Î | GM | GP | G  | Pct |
| -------------------------- | - | - | - | - | -- | -- | -- | --- |
| Statele Unite ale Americii | 3 | 1 | 2 | 0 | 4  | 3  | +1 | 5   |
| Anglia                     | 3 | 1 | 2 | 0 | 2  | 1  | +1 | 5   |
| Slovenia                   | 3 | 1 | 1 | 1 | 3  | 3  | 0  | 4   |
| Algeria                    | 3 | 0 | 1 | 2 | 0  | 2  | −2 | 1   |

### Grupa D
| Echipa    | M | V | E | Î | GM | GP | G  | Pct |
| --------- | - | - | - | - | -- | -- | -- | --- |
| Germania  | 3 | 2 | 0 | 1 | 5  | 1  | +4 | 6   |
| Ghana     | 3 | 1 | 1 | 1 | 2  | 2  | 0  | 4   |
| Australia | 3 | 1 | 1 | 1 | 3  | 6  | −3 | 4   |
| Serbia    | 3 | 1 | 0 | 2 | 2  | 3  | −1 | 3   |

### Grupa E
| Echipa        | M | V | E | Î | GM | GP | G  | Pct |
| ------------- | - | - | - | - | -- | -- | -- | --- |
| Țările de Jos | 3 | 3 | 0 | 0 | 5  | 1  | +4 | 9   |
| Japonia       | 3 | 2 | 0 | 1 | 4  | 2  | +2 | 6   |
| Danemarca     | 3 | 1 | 0 | 2 | 3  | 6  | −3 | 3   |
| Camerun       | 3 | 0 | 0 | 3 | 2  | 5  | −3 | 0   |

### Grupa F
| Echipa        | M | V | E | Î | GM | GP | G  | Pct |
| ------------- | - | - | - | - | -- | -- | -- | --- |
| Paraguay      | 3 | 1 | 2 | 0 | 3  | 1  | +2 | 5   |
| Slovacia      | 3 | 1 | 1 | 1 | 4  | 5  | −1 | 4   |
| Noua Zeelandă | 3 | 0 | 3 | 0 | 2  | 2  | 0  | 3   |
| Italia        | 3 | 0 | 2 | 1 | 4  | 5  | −1 | 2   |

### Grupa G
| Echipa           | M | V | E | Î | GM | GP | G   | Pct |
| ---------------- | - | - | - | - | -- | -- | --- | --- |
| Brazilia         | 3 | 2 | 1 | 0 | 5  | 2  | +3  | 7   |
| Portugalia       | 3 | 1 | 2 | 0 | 7  | 0  | +7  | 5   |
| Coasta de Fildeș | 3 | 1 | 1 | 1 | 4  | 3  | +1  | 4   |
| Coreea de Nord   | 3 | 0 | 0 | 3 | 1  | 12 | -11 | 0   |

### Grupa H
| Echipa   | M | V | E | Î | GM | GP | G  | Pct |
| -------- | - | - | - | - | -- | -- | -- | --- |
| Spania   | 3 | 2 | 0 | 1 | 4  | 2  | +2 | 6   |
| Chile    | 3 | 2 | 0 | 1 | 3  | 2  | +1 | 6   |
| Elveția  | 3 | 1 | 1 | 1 | 1  | 1  | 0  | 4   |
| Honduras | 3 | 0 | 1 | 2 | 0  | 3  | −3 | 1   |

## Faza eliminatorie
|  | Optimi                     | Optimi                   |                         |       | Sferturi de finală | Sferturi de finală |                           |                           | Semifinale | Semifinale |  |  | Finala | Finala |
|  |                            |                          |                         |       |                    |                    |                           |                           |            |            |  |  |        |        |
|  | 26 iunie – Port Elizabeth  |                          |                         |       |                    |                    |                           |                           |            |            |  |  |        |        |
|  |                            |                          |                         |       |                    |                    |                           |                           |            |            |  |  |        |        |
|  | Uruguay                    | 2                        |                         |       |                    |                    |                           |                           |            |            |  |  |        |        |
|  | Uruguay                    | 2                        | 2 iulie – Johannesburg  |       |                    |                    |                           |                           |            |            |  |  |        |        |
|  | Coreea de Sud              | 1                        |                         |       |                    |                    |                           |                           |            |            |  |  |        |        |
|  | Coreea de Sud              | 1                        | Uruguay (pen.)          | 1 (4) |                    |                    |                           |                           |            |            |  |  |        |        |
|  | 26 iunie– Rustenburg       |                          | Uruguay (pen.)          | 1 (4) |                    |                    |                           |                           |            |            |  |  |        |        |
|  |                            | Ghana                    | 1 (2)                   |       |                    |                    |                           |                           |            |            |  |  |        |        |
|  | Statele Unite ale Americii | Ghana                    | 1 (2)                   | 1     |                    |                    |                           |                           |            |            |  |  |        |        |
|  | Statele Unite ale Americii |                          | 6 iulie – Cape Town     | 1     |                    |                    |                           |                           |            |            |  |  |        |        |
|  | Ghana (prel.)              | 2                        |                         |       |                    |                    |                           |                           |            |            |  |  |        |        |
|  | Ghana (prel.)              | 2                        | Uruguay                 | 2     |                    |                    |                           |                           |            |            |  |  |        |        |
|  | 28 iunie– Durban           |                          | Uruguay                 | 2     |                    |                    |                           |                           |            |            |  |  |        |        |
|  |                            | Țările de Jos            | 3                       |       |                    |                    |                           |                           |            |            |  |  |        |        |
|  | Țările de Jos              | Țările de Jos            | 3                       | 2     |                    |                    |                           |                           |            |            |  |  |        |        |
|  | Țările de Jos              | 2 iulie – Port Elizabeth |                         | 2     |                    |                    |                           |                           |            |            |  |  |        |        |
|  | Slovacia                   | 1                        |                         |       |                    |                    |                           |                           |            |            |  |  |        |        |
|  | Slovacia                   | 1                        | Țările de Jos           | 2     |                    |                    |                           |                           |            |            |  |  |        |        |
|  | 28 iunie– Johannesburg     |                          | Țările de Jos           | 2     |                    |                    |                           |                           |            |            |  |  |        |        |
|  |                            | Brazilia                 | 1                       |       |                    |                    |                           |                           |            |            |  |  |        |        |
|  | Brazilia                   | Brazilia                 | 1                       | 3     |                    |                    |                           |                           |            |            |  |  |        |        |
|  | Brazilia                   |                          | 11 iulie – Johannesburg | 3     |                    |                    |                           |                           |            |            |  |  |        |        |
|  | Chile                      | 0                        |                         |       |                    |                    |                           |                           |            |            |  |  |        |        |
|  | Chile                      | 0                        | Spania (prel.)          | 1     |                    |                    |                           |                           |            |            |  |  |        |        |
|  | 27 iunie– Johannesburg     |                          | Spania (prel.)          | 1     |                    |                    |                           |                           |            |            |  |  |        |        |
|  |                            | Țările de Jos            | 0                       |       |                    |                    |                           |                           |            |            |  |  |        |        |
|  | Argentina                  | Țările de Jos            | 0                       | 3     |                    |                    |                           |                           |            |            |  |  |        |        |
|  | Argentina                  | 3 iulie – Cape Town      |                         | 3     |                    |                    |                           |                           |            |            |  |  |        |        |
|  | Mexic                      | 1                        |                         |       |                    |                    |                           |                           |            |            |  |  |        |        |
|  | Mexic                      | 1                        | Argentina               | 0     |                    |                    |                           |                           |            |            |  |  |        |        |
|  | 27 iunie– Bloemfontein     |                          | Argentina               | 0     |                    |                    |                           |                           |            |            |  |  |        |        |
|  |                            | Germania                 | 4                       |       |                    |                    |                           |                           |            |            |  |  |        |        |
|  | Germania                   | Germania                 | 4                       | 4     |                    |                    |                           |                           |            |            |  |  |        |        |
|  | Germania                   |                          | 7 iulie – Durban        | 4     |                    |                    |                           |                           |            |            |  |  |        |        |
|  | Anglia                     | 1                        |                         |       |                    |                    |                           |                           |            |            |  |  |        |        |
|  | Anglia                     | 1                        | Germania                | 0     |                    |                    |                           |                           |            |            |  |  |        |        |
|  | 29 iunie– Pretoria         |                          | Germania                | 0     |                    |                    |                           |                           |            |            |  |  |        |        |
|  |                            | Spania                   | 1                       |       | Finala mică        | Finala mică        |                           |                           |            |            |  |  |        |        |
|  | Paraguay (pen.)            | Spania                   | 1                       | 0 (5) | Finala mică        | Finala mică        |                           |                           |            |            |  |  |        |        |
|  | Paraguay (pen.)            | 3 iulie – Johannesburg   | 3 iulie – Johannesburg  | 0 (5) |                    |                    | 10 iulie – Port Elizabeth | 10 iulie – Port Elizabeth |            |            |  |  |        |        |
|  | Japonia                    | 3 iulie – Johannesburg   | 3 iulie – Johannesburg  | 0 (3) |                    |                    | 10 iulie – Port Elizabeth | 10 iulie – Port Elizabeth |            |            |  |  |        |        |
|  | Japonia                    | Paraguay                 | 0                       | 0 (3) | Germania           | 3                  |                           |                           |            |            |  |  |        |        |
|  | 29 iunie– Cape Town        | Paraguay                 | 0                       |       | Germania           | 3                  |                           |                           |            |            |  |  |        |        |
|  |                            | Spania                   | 1                       |       | Uruguay            | 2                  |                           |                           |            |            |  |  |        |        |
|  | Spania                     | Spania                   | 1                       | 1     | Uruguay            | 2                  |                           |                           |            |            |  |  |        |        |
|  | Spania                     |                          |                         | 1     |                    |                    |                           |                           |            |            |  |  |        |        |
|  | Portugalia                 | 0                        |                         |       |                    |                    |                           |                           |            |            |  |  |        |        |
|  | Portugalia                 | 0                        |                         |       |                    |                    |                           |                           |            |            |  |  |        |        |

### Optimile
| Uruguay       | 2 - 1  | Coreea de Sud  |
| ------------- | ------ | -------------- |
| Suarez 8' 80' | Report | Chung-Yong 68' |

| Statele Unite ale Americii | 1 - 2 (prel.) | Ghana               |
| -------------------------- | ------------- | ------------------- |
| Donovan 62' (pen.)         | Cronica       | Boateng 5' Gyan 93' |

| Germania                              | 4 - 1   | Anglia    |
| ------------------------------------- | ------- | --------- |
| Klose 20' Podolski 32' Müller 67' 70' | Cronica | Upson 37' |

| Argentina                 | 3 - 1   | Mexic         |
| ------------------------- | ------- | ------------- |
| Tevez 26' 52' Higuain 33' | Cronica | Hernandez 71' |

| Țările de Jos           | 2 - 1   | Slovacia            |
| ----------------------- | ------- | ------------------- |
| Robben 18' Sneijder 84' | Cronica | Vittek 90+4' (pen.) |

| Brazilia                              | 3 - 0   | Chile |
| ------------------------------------- | ------- | ----- |
| Juan 34' Luís Fabiano 38' Robinho 59' | Cronica |       |

| Paraguay                                       | 0 - 0 (d.p.) | Japonia                        |
| ---------------------------------------------- | ------------ | ------------------------------ |
|                                                | Cronica      |                                |
| Barreto · Barrios · Riveros · Valdez · Cardozo | 5 – 3        | Endō · Hasebe · Komano · Honda |

| Spania          | 1 - 0   | Portugalia |
| --------------- | ------- | ---------- |
| David Villa 63' | Cronica |            |

### Sferturile
Cele trei sferturi de finală dintre echipele din America de Sud și cele din Europa s-au terminat cu victorii pentru europeni. Germania a câștigat cu 4-0 în fața Argentinei, Țările de Jos a revenit și-a învins Brazilia cu 2-1, în timp ce Spania a ajuns în semifinale pentru prima oară din 1950 după o victorie 1-0 cu Paraguay. Uruguay, singura echipă din America de Sud care a ajuns în semifinale a trecut de Ghana la penaltiuri după un egal 1-1, Ghana ratând un penalty în prelungiri. Penaltiul a fost acordat după ce un jucător uruguayan a blocat intenționat cu mâna o minge care se îndrepta spre poartă.
| Țările de Jos     | 2 - 1   | Brazilia    |
| ----------------- | ------- | ----------- |
| Sneijder 53', 68' | Cronica | Robinho 10' |

| Uruguay                                       | 1 - 1 (d.p.) | Ghana                            |
| --------------------------------------------- | ------------ | -------------------------------- |
| Forlán 55'                                    | Cronica      | Muntari 45+2'                    |
| Forlán · Victorino · Scotti · Pereira · Abreu | 4 – 2        | Gyan · Appiah · Mensah · Adiyiah |

| Argentina | 0 - 4   | Germania                               |
| --------- | ------- | -------------------------------------- |
|           | Cronica | Müller 3' Klose 67', 89' Friedrich 74' |

| Paraguay | 0 - 1   | Spania    |
| -------- | ------- | --------- |
|          | Cronica | Villa 83' |

### Semifinalele
Țările de Jos s-a calificat în finală pentru a treia oară învingând cu 3-2 Uruguayul. Spania a ajuns în prima finală din istoria ei învingând Germania cu 1-0.
Indiferent de rezultatul finalei, aceasta va fi prima dată când două echipe diferite de pe același continent vor câștiga trofeul consecutiv (Italia a câștigat trofeul în 2006). De asemenea va fi pentru prima oară când o echipă din Europa va câștiga turneul în afara Europei.
Campionatul Mondial de Fotbal 2010 va marca de asemenea:
- prima oară când echipele europene vor câștiga consecutiv trofeul de la Italia 1938
- primul câștigător nou fără avantajul de a juca pe propriul continent de la Brazilia 1958[32]
- prima finală în care niciuna dintre părți nu a mai câștigat trofeul, din 1978 (Argentina v Țările de Jos)
- prima nouă câștigătoare și prima nouă finalistă, de la Franța 1998
- prima oară când o echipă din Europa câștigă trofeul în afara continentului

Țările de Jos și Spania sunt singurele echipe care au câștigat toate meciurile de calificare pentru Campionatul Mondial, cu Țările de Jos care a câștigat toate meciurile până în finală.
| Uruguay                     | 2 - 3   | Țările de Jos                               |
| --------------------------- | ------- | ------------------------------------------- |
| Forlán 41' M. Pereira 90+2' | Cronica | van Bronckhorst 18' Sneijder 70' Robben 73' |

| Germania | 0 - 1   | Spania    |
| -------- | ------- | --------- |
|          | Cronica | Puyol 73' |

### Finala mică
Finala mică s-a disputat între Uruguay și Germania. Germania câștigând meciul cu 3-2 după golul din minutul 82 a lui Khedira. Germania a luat locul trei pentru a doua oară la rând.
| Uruguay               | 2 - 3   | Germania                          |
| --------------------- | ------- | --------------------------------- |
| Cavani 28' Forlán 51' | Cronica | Müller 19' Jansen 56' Khedira 82' |

### Finala
Finala a avut loc pe 11 iulie 2010 pe Soccer City, Johannesburg. Spania a învins Țările de Jos 1-0, cu un gol marcat în prelungiri de Andrés Iniesta. Aceasta dă Spaniei primul titlu mondial.
Meciul a fost afectat de un număr mare de faulturi, în special din partea Țărilor de Jos. Treisprezece cartonașe galbene au fost acordate, iar John Heitinga de la Țările de Jos a fost eliminat. Țările de Jos a avut șanse de a marca, iar cea mai notabilă a fost lansarea lui Arjen Robben în minutul 66 de către Wesley Sneijder, când Arjen a fost față în față cu portarul Spaniei Iker Casillas, dar acesta a salvat cu piciorul. Între timp, pentru Spania, Sergio Ramos a ratat o lovitură cu capul după un corner, când a rămas nemarcat. Iniesta a spart în sfârșit ghinionul în prelungiri, marcând dintr-o jumătate de voleu dintr-o pasă a lui Cesc Fabregas.
O ceremonie de închidere a avut loc înainte de finală, la care a participat cântăreața Shakira. După aceea, fostul președinte al Africii de Sud Nelson Mandela și-a făcut o scurtă apariție pe teren într-o mașinuță.
| Țările de Jos | 0 - 1 (prel.) | Spania       |
| ------------- | ------------- | ------------ |
|               | Cronica       | Iniesta 116' |

## Statistici

### Marcatori
Pentru lista totală a marcatorilor, vezi: Marcatori la Campionatul Mondial de Fotbal 2010
Mijlocașul sud-african Siphiwe Tshabalala a fost primul jucător, care a marcat un gol în competiție, în egalul 1-1 cu Mexic, meciul de deschidere al turneului. Fundașul danez Daniel Agger a fost creditat cu primul autogol  al turneului, în meciul pierdut de echipa sa cu 2-0 în fața Țărilor de Jos. Atacantul argentinian Gonzalo Higuaín a fost singurul jucător care a marcat un hat-trick în turneu, în victoria Argentinei cu 4-1 în fața Coreei de Sud. Acesta a fost al 49-lea hat-trick din istoria Cupei Mondiale.
Spania a avut cele mai puține goluri marcate pentru o campioană marcând numai 8 goluri. Recordurile negative anterioare au fost 11 de Brazilia în 1994, Anglia în 1966 și Italia în 1934. Spania de asemenea a avut cei mai puțini marcatori pentru o campioană (3). Ei de asemenea au avut cele mai puține goluri primite de o campioană (2), la egal cu Italia (2006) și Franța (1998). Victoria Spaniei a marcat prima dată când o echipă a câștigat Campionatul Mondial fără să primească vreun gol în faza eliminatorie.
Patru jucători au încheiat la egalitate pe prima poziție a clasamentului golgheterilor, cu câte cinci goluri marcate. Gheata de Aur a fost câștigată de Thomas Müller care a dat trei pase, comparat cu ceilalți care au dat numai una. Gheata de Argint a mers la David Villa, care a jucat un total de 635 minute, iar Gheata de Bronz a mers la Wesley Sneijder, care a jucat 652 de minute. Diego Forlán a marcat cele cinci goluri în 654 de minute.
Numai 154 de goluri au fost marcate la turneul final din Africa de Sud, cele mai puține din istorie de când s-a trecut la formatul cu 64 de meciuri. Acesta a continuat un trend descendent de la primul turneu cu 64 de meciuri la primul turneu  fiind marcate 171 de goluri la Franța 1998, 161 la Coreea/Japonia 2002 și 147 la Germania 2006.

### Premii
- Balonul de Aur:  Diego Forlán (Uruguay)
- Gheata de Aur:  Thomas Müller (Germania)
- Mănușa de aur:  Iker Casillas (Spania)
- Cel mai bun tânăr jucător:  Thomas Müller (Germania)
- Trofeul FIFA Fair Play:  Spania

### Echipa All-Star
Echipa All-Star a fost decisă printr-un vot public online, în care oamenii au fost să alegă o echipă  (în formație 4–4–2) și cel mai bun antrenor. Voturile au fost deschise până pe 11 iulie 2010 la ora 23:59.
Șașe dintre cei 11 jucători provin de la echipa Spaniei de asemenea și antrenorul. Restul echipei cuprindea un olandez, un brazilian, doi germani și un uruguayan.
| Portar        | Fundași                                       | Mijlocași                                                            | Atacanți                 |
| ------------- | --------------------------------------------- | -------------------------------------------------------------------- | ------------------------ |
| Iker Casillas | Sergio Ramos Maicon Carles Puyol Philipp Lahm | Wesley Sneijder Xavi Hernández Andrés Iniesta Bastian Schweinsteiger | David Villa Diego Forlán |

### Clasamentul echipelor după turneu
La scurt timp după finală FIFA a întocmit un clasament final al tuturor echipelor din turneu. Clasamentul s-a bazat pe progresul total în competiție,  rezultatele generale și pe calitatea adversarilor. Clasamentul final a fost după cum urmează:
| 1. Spania 2. Țările de Jos 3. Germania 4. Uruguay 5. Argentina 6. Brazilia 7. Ghana 8. Paraguay | 9. Japonia 10. Chile 11. Portugalia 12. Statele Unite ale Americii 13. Anglia 14. Mexic 15. Coreea de Sud 16. Slovacia | 17. Coasta de Fildeș 18. Slovenia 19. Elveția 20. Africa de Sud 21. Australia 22. Noua Zeelandă 23. Serbia 24. Danemarca | 25. Grecia 26. Italia 27. Nigeria 28. Algeria 29. Franța 30. Honduras 31. Camerun 32. Coreea de Nord |

## Simboluri

### Mascota
Mascota oficială pentru Campionatul Mondial de Fotbal din Africa de Sud a fost Zakumi, un leopard cu părul verde. Numele lui vine de la „ZA” abreviera internațională pentru Africa de Sud și de la cuvântul „kumi” ce înseamnă „zece” în majoritatea limbilor africane.. Culorile mascotei reprezintă culorile echipamentului țării gazdă - galben și verde.
Data nașterii a lui Zakumi coincide cu o zi cunoscută și ca sărbătoarea Ziua Tineretului, în Africa de Sud. Anul 1994 marchează primele alegeri libere la nivel național în Africa de Sud. Deci a împlinit 16 ani în 2010.
Motto-ul oficial al lui Zakumi este: „Zakumi's game is Fair Play”.

### Melodia oficială
Melodia oficială a Campionatului Mondial de Fotbal 2010 a fost „Waka Waka (This Time For Africa)”; aceasta este cântată de Shakira alături de formația sud-africană Freshlyground. Piesa este inspirată de un cântec tradițional al soldaților africani numit Zangalewa (Zamina mina). Shakira și Freshlyground au cântat melodia la concertul din Soweto de pe 10 iunie, premergător turneului final; de asemenea aceasta a fost cântată și în timpul ceremoniei de deschidere a Campionatului Mondial.

### Mingea oficială
Mingea oficială a Campionatului Mondial de Fotbal este numită "Jabulani", care înseamnă „a aduce fericirea pentru toată lumea” în isiZulu. Producătorul ei a fost Adidas. Numărul 11 joacă un rol important în producerea acestei noi mingi avansate tehnologic: a fost a-11 a minge făcută de producătorul german de echipamente sportive pentru Campionatul Mondial de Fotbal, are 11 culori câte una pentru fiecare jucător de pe teren; și sunt 11 limbi oficiale în Africa de Sud. De asemenea competiția a început pe 11 iunie și s-a terminat în ziua a 11 a lunii iulie.

### Vuvuzela

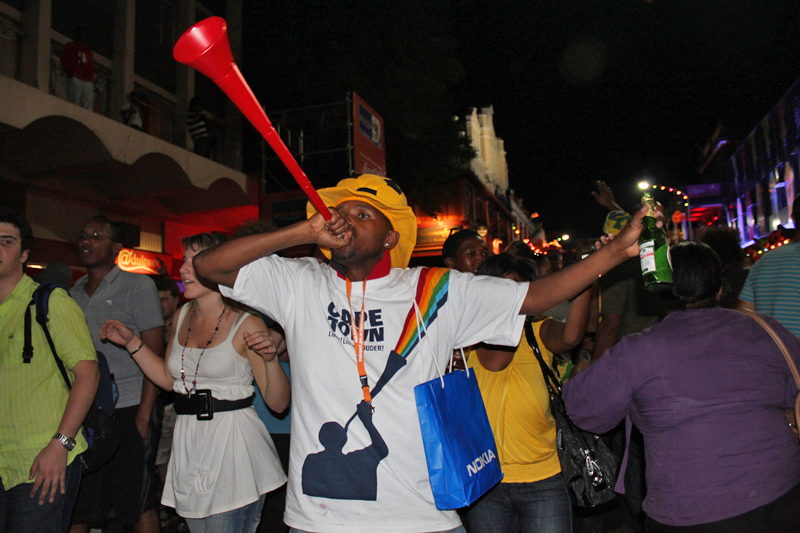
Un om care suflă în vuvuzelă

Turneul final din 2010 a amplificat gradul la care era cunsocută public internațional vuvuzela, o trompetă lungă în care suflă fanii pe durata meciurilor. Mulți dintre participanții la turneul final printre care și francezul Patrice Evra, care a dat vina pe ele pentru prestația slabă. Un alt critic a fost Lionel Messi, care a spus că sunetul vuvuzelelor face comunicarea între jucători mai dificilă, iar companiile care au difuzat meciurile s-au plâns că vocile comentatorilor erau acoperite de sunetul vuvuzelelor. Cei care s-au uitat la televizor au spus că ambientul audio care era de la stadion conținea numai sunetul vuvuzelelor, iar sunetul natural produs de oamenii din tribune era acoperit.

## Caracatița Paul
Una dintre senzațiile acestui mondial a fost Paul, o caracatiță-oracol care a prezis fără a greși rezultatele Germaniei din cadrul competiției, inclusiv înfrângerile cu Serbia (din grupe) și cu Spania (din semifinale). De asemenea, a prezis rezultatele finalei mici și marii finale, atribuind Spaniei câștigarea trofeului și Germaniei al treilea loc (lucru care s-a și întâmplat).